# تیم اسدالله
تیم اسدالله (به ترکی: Esedullah Timi) نام یک گروه نظامی با مشی اسلام‌گرای سنی-ناسیونالیست ترک است. این گروه در جریان حکومت نظامی در شهرهای کردنشین در کردستان ترکیه در ماه‌های سپتامبر و اکتبر و نوامبر ۲۰۱۵ اقدام به عمل و اعلام موجودیت کرده‌است. هویت این گروه تاکنون شناسایی و اعلام نشده و وابستگی آن نیز مشخص نیست.

## اعلام موجودیت
نام تیم اسدالله نخستین بار در شهر جزیره در استان شرناخ مطرح شد. پس از آنکه در حکومت نظامی جزیره ۲۳ شهروند کرد کشته شدند، به روزنامه‌نگاران اجازه داده‌شد از این منطقه دیدن کنند. خبرنگاران و عکاسان با دیوارنوشته‌هایی روبه‌رو شدند که بر روی آنان نوشته شده بود «تیم اسدالله اینجا است». پس از آن، این جمله بار دیگر با کلمات بزرگ پس از درگیری میان پلیس و نیروهای حزب کارگران کردستان که باعث کشته شدن ۲ پلیس ترکیه شد مشاهده گردید. در ماه اکتبر ۲۰۱۵ پس از پایان حکومت نظامی ۴ روزه در منطقه سور در کردستان ترکیه، دیوارنویسی‌هایی مشاهده شد که توسط این گروه ناشناخته با ایدئولوژی ملی-مذهبی انجام شده‌بود. از آن پس همین دیوارنویسی‌ها و نیز دیوارنویسی‌های تهدیدآمیزتری مانند «اگر ترکی افتخار کن و اگر نیستی اطلاعت کن. تیم اسدالله» و «خونمان هم بریزد اسلام پیروز است. تیم اسدالله» در تمام مناطق درگیری تحت حکومت نظامی مانند سیلوان، وارتو، نصیبین، سلوپی و ... تکرار شد.
چاغلار دمیرل نماینده دیاربکر در پارلمان ترکیه از حزب دموکراتیک خلق‌ها عکسی را در مجلس نشان داد که در آن بر دیوار خانه‌ای در سور شعاری بدین مضمون نوشته شده‌بود: «قدرت تیم اسدالله و قدرت ترک‌ها را خواهید دید».
حزب جمهوری‌خواه خلق در گزارشی خواستار آشکار شدن این مسئله در مناطق کردنشین ترکیه شده و حزب دموکراتیک خلق‌ها نیز در همان آغاز حکومت نظامی‌ها این مسئله را در مجلس مطرح کرد. حزب جمهوری‌خواه خلق در گزارش خود آورده: 
نوشته‌هایی که در این مناطق شاهد بودیم این نگرانی را به وجود آورده است که نهادهای امنیتی در این مناطق با نیات خاص و انتقام جویانه اقدام به این اعمال کرده‌اند. همچنین در درگیری‌های سیلوان اقدام نیروهای امنیتی ترکیه به پرتاب توپ‌های جنگی به مناطق شهری توسط تانک‌های ارتش ترکیه نمی‌تواند هیچ دلیل موجهی داشته باشد.
مطبوعات کرد زبان و ترک زبان در رابطه با هویت و وابستگی این گروه گمانه‌زنی‌هایی کرده‌اند. برخی آن را نیروهای ویژه وابسته به ریاست جمهوری ترکیه و برخی دیگر تیمی ویژه در داخل نیروهای امنیتی ترکیه و سازمان میت دانسته‌اند. عده‌ای نیز تیم اسدالله را «افرادی با محاسن بلند که از شمال سوریه وارد منطقه شده‌اند» معرفی کرده‌اند. تاکنون از سوی وزارت کشور ترکیه و شخص سلامی آلتین اوک وزیر کشور پاسخی به پیگیری‌های احزاب مخالف حکومت ترکیه داده نشده‌است.
دلال آمد فرماندۀ قرارگاه مرکزی نیروی زنان آزاد، یژاستار، شاخۀ زنان بخش نظامی حزب کارگران کردستان در روز ۲ ژانویهٔ ۲۰۱۶ در مصاحبه‌ای تیم اسدالله را «نیروی ویژه حزب آ.ک.پ» دانست.